# Bel-Ami (film, 1947)
Pour les articles homonymes, voir Bel-Ami (homonymie).
Pour plus de détails, voir Fiche technique et Distribution.
Bel-Ami (The Private Affairs of Bel Ami) est un film américain réalisé par Albert Lewin, sorti en 1947. 
C'est une adaptation du roman Bel-Ami de Guy de Maupassant.

## Synopsis
Paris, en 1880. Georges Duroy retrouve un ami, journaliste politique à La Vie française, Charles Forestier. Ils dînent ensemble chez le directeur du journal, Monsieur Walter. Ce dernier embauche Duroy qui prend des conseils d'écriture auprès de son ami. Celui-ci l'oriente vers sa femme, Madeleine, qui s'avère être le véritable auteur des articles du journaliste, ce dont se rend vite compte Duroy. Désormais surnommé "Bel Ami", Georges devient l'amant de Clotilde de Marelle, rencontrée au dîner, qui comprend vite qu'il est un séducteur. Après le décès de Charles Forestier atteint de tuberculose, Georges épouse sa veuve et profite à son tour de ses talents de chroniqueuse.

## Contexte
Le film de propagande nazi Bel-Ami de Willi Forst en 1939 soulignait la beauté physique, disons « aryenne », de Georges Duroy interprété par Willi Forst, au détriment de son immoralité d'arriviste sans scrupule. La chanson du film chantée par Tino Rossi Bel Amant, bel Amour, Bel-Ami était fredonnée sous l'Occupation.
The Private Affairs of Bel Ami par contre, rappelle sans cesse la laideur morale de Georges Duroy. Il est comparé à un guignol dont la dernière image le représente avec le nez crochu... Il essaye d'écrire un article aux côtés d'une statuette représentant le Stryge de Notre Dame de Paris en penseur. Comme un diable avec des cornes, des ailes et un nez aplati.

## Fiche technique
- Titre original : The Private Affairs of Bel Ami
- Titre français : Bel-Ami
- Réalisation : Albert Lewin
- Scénario : Albert Lewin, d'après Bel-Ami de Guy de Maupassant
- Photographie : Russell Metty
- Musique : Darius Milhaud
- Costumes : Norma
- Direction artistique : Frank Sylos
- Décors : Edward G. Boyle
- Assistant réalisateur : Robert Aldrich
- Montage : Albrecht Joseph
- Producteur : David L. Loew, pour la Compagnie indépendante de David L. Loew et Albert Lewin
- Compagnie de distribution : United Artists
- Pays de production :  États-Unis
- Langue originale : anglais
- Format : noir et blanc  (+ une séquence en couleurs - Technicolor) – 35 mm – 1,37:1 – mono (Western Electric Recording)
- Genre : drame
- Durée : 107 minutes
- Dates de sortie : 
  - États-Unis : 25 avril 1947
  - France : 2 juillet 1949[2]

## Distribution
- George Sanders : Georges 'Bel Ami' Duroy
- Angela Lansbury : Clotilde de Marelle
- John Carradine : Charles Forestier
- Ann Dvorak : Madeleine Forestier
- Frances Dee : Marie de Varenne
- David Bond : Norbert de Varenne
- Hugo Haas : Monsieur Walter
- Katherine Emery : Madame Walter
- Susan Douglas : Suzanne Walter
- Marie Wilson : Rachel Michot
- Warren William : Laroche-Mathieu
- Albert Bassermann : Jacques Rival
- Richard Fraser : Philippe de Cantel
- John Good : Paul de Cazolles
- Lumsden Hare : le maire de Canteleu
- Wyndham Standing : le comte de Vaudrec
- Jean Del Val : le commissaire
- Leonard Mudie : Potin
- Larry Steers : le deuxième docteur

Acteurs non crédités
- John George : un vendeur
- Charles Trowbridge : un avocat

## Production
Ce film est le troisième tourné par George Sanders pour Albert Lewin, après The Moon and Sixpence et Le Portrait de Dorian Gray, la jeune Angela Lansbury jouant également dans ce dernier. 
Comme dans les deux autres films, la couleur surgit pour une unique séquence, présentant le tableau La Tentation de Saint Antoine de Max Ernst. Lewin a organisé un concours pour obtenir un tableau digne de l'engouement que suscite le tableau du livre, autour du thème de la Tentation de saint Antoine entre plusieurs grands peintres de l'époque dont Salvador Dali et Max Ernst... qui sera le gagnant. D'autres tableaux sont reproduits en noir et blanc, comme Un Bar aux Folies Bergère de Manet